# Saul Nanni
Saul Nanni (Bologna, 4 febbraio 1999) è un attore e modello italiano.

## Biografia

### Origini e primi ruoli minori
Cresce a San Lazzaro di Savena, insieme ai suoi genitori, al fratello Gioele e alla sorella Aurora, rispettivamente di quattro e sette anni più giovani dell'attore, e frequenta il liceo scientifico internazionale prima al Liceo Galvani e successivamente all'Istituto Sant'Alberto Magno. Il suo nome è ispirato a Paolo di Tarso, nato con il nome di Saulo e canonizzato come San Paolo apostolo. La madre e il padre sono entrambi medici. 
Dopo aver recitato come comparsa nelle serie televisive La Certosa di Parma e Questo nostro amore 70, nel 2014 prende parte al film Un boss in salotto al fianco di Rocco Papaleo, Paola Cortellesi e Luca Argentero.

### 2015-2018
Il suo primo ruolo non secondario è quello in Alex & Co., serie TV in onda su Disney Channel che lo rende noto tra il pubblico giovanile europeo. Realizzate due colonne sonore, altrettante stagioni più una terza per metà e il film Come diventare grandi nonostante i genitori insieme a Matthew Modine, Giovanna Mezzogiorno e Margherita Buy, abbandona il progetto per trascorrere un semestre a Los Angeles all'inizio del 2017. 
Nel 2016 interpreta Romeo nella serie televisiva Non dirlo al mio capo insieme a Lino Guanciale e Vanessa Incontrada. Prende poi parte alla serie tv, genere “giallo” Scomparsa. La svolta professionale, però, avviene con il film Il fulgore di Dony diretto da Pupi Avati, di cui è protagonista. Egli stesso ha affermato: 
[...] la vera svolta è arrivata proprio con Pupi Avati. Era un ruolo lontanissimo dalle mie corde, eppure per merito suo ho compreso il lato più profondo e drammatico di questo mestiere, in cui mi ci ritrovo maggiormente. Mi si è aperta una strada fatta di vene attoriali a me sconosciute e a portarmi dentro è stato un maestro assoluto, di vita e recitazione, uno capace di studiarti attraverso lo sguardo.
(intervista di Andrea Giordano per Icon Magazine, maggio 2020)
È assistito anche dall'agenzia Why Not Model, con la quale prenderà parte alle campagne Acqua di Giò per Giorgio Armani e Primavera-Estate 2020 di United Colors of Benetton. Nel dicembre del 2016 occupa la copertina de L'Uomo Vogue.
Nel 2018 è nuovamente Romeo nella seconda stagione di Non dirlo al mio capo 2 insieme all'attrice di Alex & Co Beatrice Vendramin.

### 2019-2025
Nel 2019 interpreta prima il fotomodello omosessuale e tossicomane Flavio nella serie tv Made in Italy trasmessa su Prime Video e dal 2021 su Canale 5; poi il trasgressivo Sebastiano ne I ragazzi dello Zecchino d'Oro, film dedicato alla nascita del Piccolo Coro dell'Antoniano, trasmesso su Rai 1. Lo stesso anno annuncia che sarà il protagonista di un film intitolato Scooter, la storia di due ragazzi che dopo la maturità decidono di andare in Francia con l'omonimo mezzo di trasporto alla ricerca di una ragazza conosciuta l'estate precedente. Nel 2020 partecipa alla produzione di Netflix Italia Sotto il sole di Riccione, per la sceneggiatura di Enrico Vanzina, film ispirato al successo degli anni Ottanta Sapore di mare dello stesso Vanzina. Inoltre, interpreta il ruolo del protagonista Tommaso nel film Brado, diretto da Kim Rossi Stuart. Nel 2024 interpreta Rocco Siffredi ventenne, nella serie di Netflix "Supersex". Sempre nel 2024 interpreta Giulio nel film Fino alla fine. Nel 2025 è nel ruolo di Tancredi Falconeri nella miniserie di produzione Netflix Il Gattopardo.

## Vita privata
Dal mese di ottobre 2023 è legato sentimentalmente all’attrice e modella italo-francese Deva Cassel (figlia dell'attore francese Vincent Cassel e dell'attrice e modella italiana Monica Bellucci), conosciuta sul set de Il Gattopardo.

## Filmografia

### Cinema
- Un boss in salotto, regia di Luca Miniero (2014)
- Come diventare grandi nonostante i genitori, regia di Luca Lucini (2016)
- Mio fratello rincorre i dinosauri, regia di Stefano Cipani (2019)
- Sotto il sole di Riccione, regia di YouNuts! (2020)
- Love & Gelato, regia di Brandon Camp (2022)
- Brado, regia di Kim Rossi Stuart (2022)
- Io sono l'abisso, regia di Donato Carrisi (2022)
- Fino alla fine, regia di Gabriele Muccino (2024)

### Televisione
- La Certosa di Parma - miniserie televisiva, regia di Cinzia TH Torrini (2012)
- Questo nostro amore 70- serie TV (2014)
- Alex & Co. - serie TV, 41 episodi (2015-2016)
- Non dirlo al mio capo - serie TV, 24 episodi (2016-2018)
- Scomparsa - serie TV, 12 episodi (2017)
- Il fulgore di Dony, regia di Pupi Avati (2018) - film per la televisione
- Made in Italy - serie TV, 5 episodi (2019)
- I ragazzi dello Zecchino d'Oro, regia di Ambrogio Lo Giudice (2019) - film per la televisione
- Supersex - serie TV, episodio 1x02 (2024)
- Il Gattopardo - miniserie TV, 6 episodi (2025)

### Cortometraggi
- Garatti, regia di Ferzan Özpetek (2025)

## Discografia

### Colonne sonore
- We Are One (2016)
- Welcome to Your Show (2016)